# ジョナサン・デイトン&ヴァレリー・ファリス
ジョナサン・デイトン（Jonathan Dayton, 1957年7月7日 - ）とヴァレリー・ファリス（Valerie Faris, 1958年10月20日 - ）は、アメリカ合衆国のミュージックビデオ及び映画の監督のペアであり、夫婦である。映画監督デビュー作の『リトル・ミス・サンシャイン』で高い評価を得た。

## 生い立ちから結婚まで
デイトンはカリフォルニア州アラメダ郡で生まれ、グラスバレーで育った。コンコードのイグナチオバレー高校を卒業した後、1970年代末にUCLAで映画とテレビを学び、そこでロサンゼルス郡出身のファリスと出会い、後に結婚し、製作パートナーとなった。

## キャリア
2人は、ミュージックビデオ、ドキュメンタリー、コマーシャル、映画を監督、製作している。オアシス、レッド・ホット・チリ・ペッパーズ、ビースティ・ボーイズ、R.E.M.のミュージックビデオにより知られている。スマッシング・パンプキンズの"Tonight Tonight"のビデオはMTV Video Music Awardsを6つ受賞した。1998年には製作会社のボブ・インダストリーを設立した。この会社を通じ、ヒューレット・パッカード、フォルクスワーゲン、ソニー、ギャップ、ターゲット、イケア、Apple Computer、ESPNなど企業のコマーシャルを監督した。テレビでは『Mr. Show with Bob and David』、映画では『リトル・ミス・サンシャイン』で知られ、後者はシドニー映画祭で観客賞を受賞し、サンダンス映画祭はスタンディングオベーションを受け、アカデミー作品賞にノミネートされた。

## フィルモグラフィ
- ザ・メタルイヤーズ The Decline of Western Civilization II: The Metal Years (1988) 製作
- Gift (Jane's Addiction) (1993) 製作
- リトル・ミス・サンシャイン Little Miss Sunshine (2006) 監督
- ルビー・スパークス Ruby Sparks (2012) 監督
- バトル・オブ・ザ・セクシーズ Battle of the Sexes (2017) 監督

## ビデオグラフィ
| - "Wolves Lower", R.E.M. (1982) - "Blue Kiss (Version 2)", ジェーン・ウィードリン 1986 - "Been Caught Stealing", ジェーンズ・アディクション (1990) - "Outshined", サウンドガーデン (1991) - "Hole Hearted", エクストリーム (1991) - 「モア・ザン・ワーズ」 - "More Than Words", エクストリーム (1991) - "Weight Of The World", リンゴ・スター (1992) - "Pets", ポルノ・フォー・パイロス (1993) - "Rocket", スマッシング・パンプキンズ (1994) - "Gun", サウンドガーデン (1994) - "I Don't Want To Grow Up", ラモーンズ (1995) - "Tongue", R.E.M. (1995) - "Star 69", R.E.M. (1995) - "The Good Life", ウィーザー (1996) - "1979", スマッシング・パンプキンズ (1996) - "Tonight, Tonight", スマッシング・パンプキンズ (1996) - "Spider-Man", ラモーンズ (1996) - 「オール・アラウンド・ザ・ワールド」、オアシス (1997) - "The End Is the Beginning Is the End", スマッシング・パンプキンズ (1997) ジョエル・シュマッカーと共同 - "Perfect", スマッシング・パンプキンズ (1998) - "She Will Have Her Way", ニール・フィン (1998) - "Go Deep", ジャネット・ジャクソン (1998) - "Barbarella", Scott Weiland (1998) - "She's Got Issues", オフスプリング (1999) - "Freak on a Leash", コーン (1999) トッド・マクファーレンとグラハム・モリスと共同 - "Road Trippin'", レッド・ホット・チリ・ペッパーズ (2000) - "Californication", レッド・ホット・チリ・ペッパーズ (2000) - "Otherside", レッド・ホット・チリ・ペッパーズ (2000) - "Sexual Revolution", メイシー・グレイ (2001) - "Sing", トラヴィス (2001) - "Side", トラヴィス (2001) - "When Your Eyes Say It", ブリトニー・スピアーズ (2001) 未公開 - "The Zephyr Song", レッド・ホット・チリ・ペッパーズ (2002) - "By the Way", レッド・ホット・チリ・ペッパーズ (2002) - "Tell Me Baby", レッド・ホット・チリ・ペッパーズ (2006) - バツイチ男の大ピンチ! (2022) | - "Thirty-Three", スマッシング・パンプキンズ (1996) - "The New Pollution", ベック (1997) - バツイチ男の大ピンチ! (2022) - "In My Darkest Hour", メガデス (1988) - "Hole Hearted", エクストリーム (1991) - "More Than Words", エクストリーム (1991) - "Shadrach", ビースティ・ボーイズ (1989) |

## コマーシャル
- Apple Computer
- BGI/iShares
- シボレー
- マウンテンデュー
- エナジャイザー
- ESPN
- ギャップ
- ヒューレット・パッカード
- HPフェンダー
- イケア
- マスターカード
- メルセデス・ベンツ
- Miller Lite
- 三菱グループ
- マウンテンデュー
- Moviefone
- NBA
- オールド・ネイビー
- Outpost.com
- ラチェット&クランク2 ガガガ!銀河のコマンドーっす
- パワーエイド
- Priceline.com
- プーマ
- Snapple
- サン・マイクロシステムズ
- ターゲット
- トヨタNASCAR
- Truth Behind the Curtain
- フォルクスワーゲン